# Thunar
Thunar (benannt nach dem nordischen Gott Thor) ist der Standard-Dateimanager der für unixartige Betriebssysteme konzipierten Desktop-Umgebung Xfce ab der Version 4.4 RC1, kann aber auch ohne diese eingesetzt werden.
Er wurde von Benedikt Meurer ursprünglich unter dem Namen Filer entwickelt, um den als zu kompliziert empfundenen Dateimanager Xffm (weiterentwickelt unter dem Namen Rodent) in Xfce zu ersetzen, und später aufgrund eines Namenskonflikts umbenannt.
Das Hauptentwicklungsziel der Thunar-Entwickler ist ein schneller, technisch sauber programmierter und einfach zu bedienender Dateimanager für Xfce. Insbesondere soll er schneller starten und effizienter und schneller zu bedienen sein als andere unter Unix bekannte grafische Dateimanager wie GNOMEs Nautilus und KDEs Dolphin/Konqueror. Ein weiteres Designziel des Projekts ist Barrierefreiheit, welches mittels Assistenztechniken wie dem Accessibility Toolkit (ATK) angestrebt wird. Nebenbei ist Thunar – wie alle Xfce-Komponenten – darauf bedacht, Desktop-Standards wie die von freedesktop.org umzusetzen.
Die Benutzeroberfläche von Thunar kann sowohl mit einer auf Schaltflächen basierenden Adressleiste als auch mit einer Werkzeugleiste, inklusive Adresszeile, verwendet werden. Die wahlweise eingeblendete Seitenleiste dient entweder als Baumansicht der Ordnerstruktur des Dateisystems oder als Lesezeichenleiste. Des Weiteren kann Thunar mit benutzerdefinierten Aktionen versehen werden und stellt ein Plug-in-API zur Verfügung. Die folgenden Schnittstellen (APIs) bietet Thunar für Plugin-Programmierer an:
- Thunar-vfs bietet eine Schnittstelle zu Dateisystemoperationen.
- thunarx stellt eine Bibliothek bereit, um Erweiterungen für Thunar zu erstellen.